# Lithuisia de Blois
Lithuisia de Blois (cunoscută și ca Adela) (n. 1094, Blois–d. 1118) a fost fiica lui Guillaume d'Eu cu Adelaida de Soissons.
Lithuisia a fost căsătorită cu seniorul Milo I de Montlhéry. Căsătorita lor a fost rezultatul unui tratat negociat de mama Lithuisiei, Adela de Normandia. În virtutea acestuia, Milo urma să o sprijine pe Adela împotriva regelui Ludovic al VI-lea al Franței, iar în schimb el primea mâna Lithuisiei. Nu se cunosc alte date despre ea, doar că în 1118 a divorțat de soțul ei, murind la puțină vreme după aceea. Copiii lor au fost:
- Guy Trousseau, succesor în senioria de Monthléry
- Milo al II-lea (d. 1118), devenit ulterior senior de Montlhéry și de Braye, viconte de Troyes
- Isabela, căsătorită cu Theobald de Dampierre
- Emelina (d. 1121), căsătorită cu Hugo al II-lea Bardoul, senior de Broyes